# فلچر استیل
فلچر استیل (انگلیسی: Fletcher Steele; ۷ ژوئن ۱۸۸۵ – ۱ ژانویهٔ ۱۹۷۱) معمار و معمار منظر اهل ایالات متحده آمریکا بود.